# Cáo Darwin
Cáo Darwin hay sói nhỏ (danh pháp hai phần: Lycalopex fulvipes) là loài động vật thuộc họ Chó. Cáo Darwin lần đầu tiên được thu thập từ đảo San Pedro gần Chile bởi nhà tự nhiên học Charles Darwin vào năm 1834. Từ lâu, loài này được coi là một phân loài của cáo xám Nam Mỹ (L. griseus); tuy nhiên, sự phát hiện của một quần thể cáo Darwin ở vườn quốc gia Nahuelbuta vào năm 1990 và phân tích gen khẳng định cáo Darwin là một loài riêng.
Cáo Darwin ăn tạp. Loài này ăn động vật có vú, bò sát, côn trùng và giun, thỉnh thoảng ăn hoa quả, chim, động vật lưỡng cư và xác chết.

## Hình ảnh

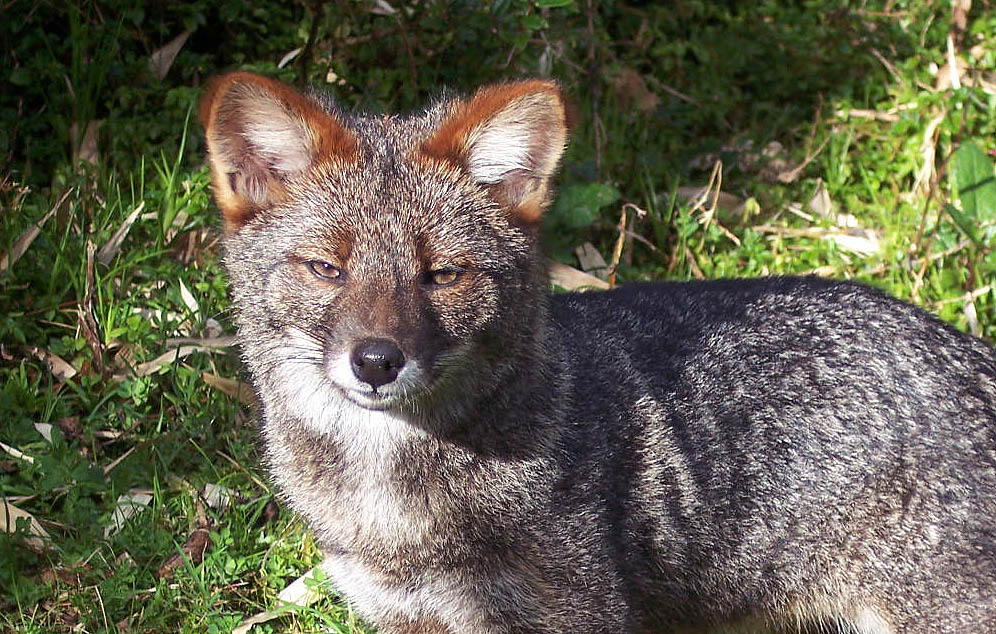
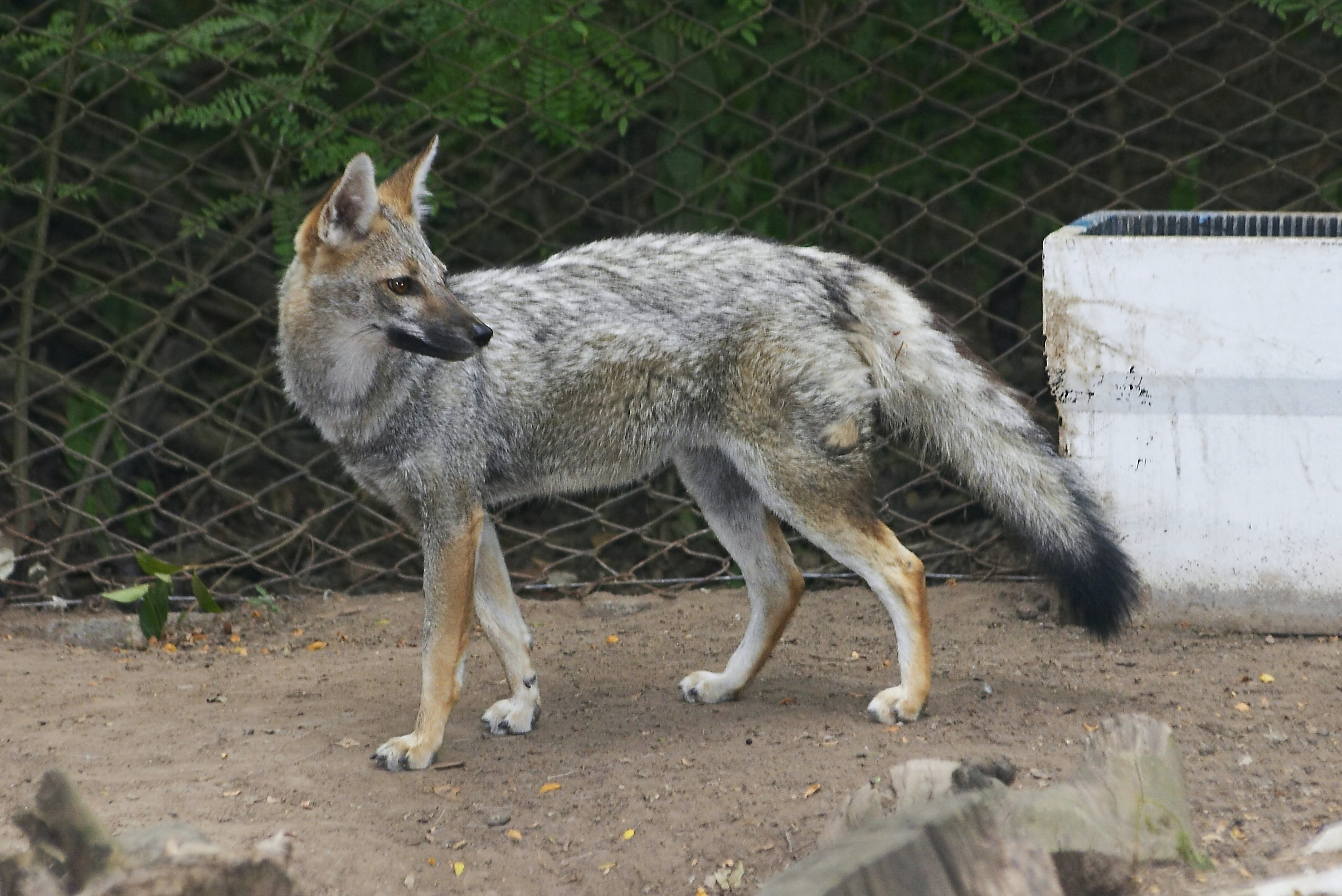
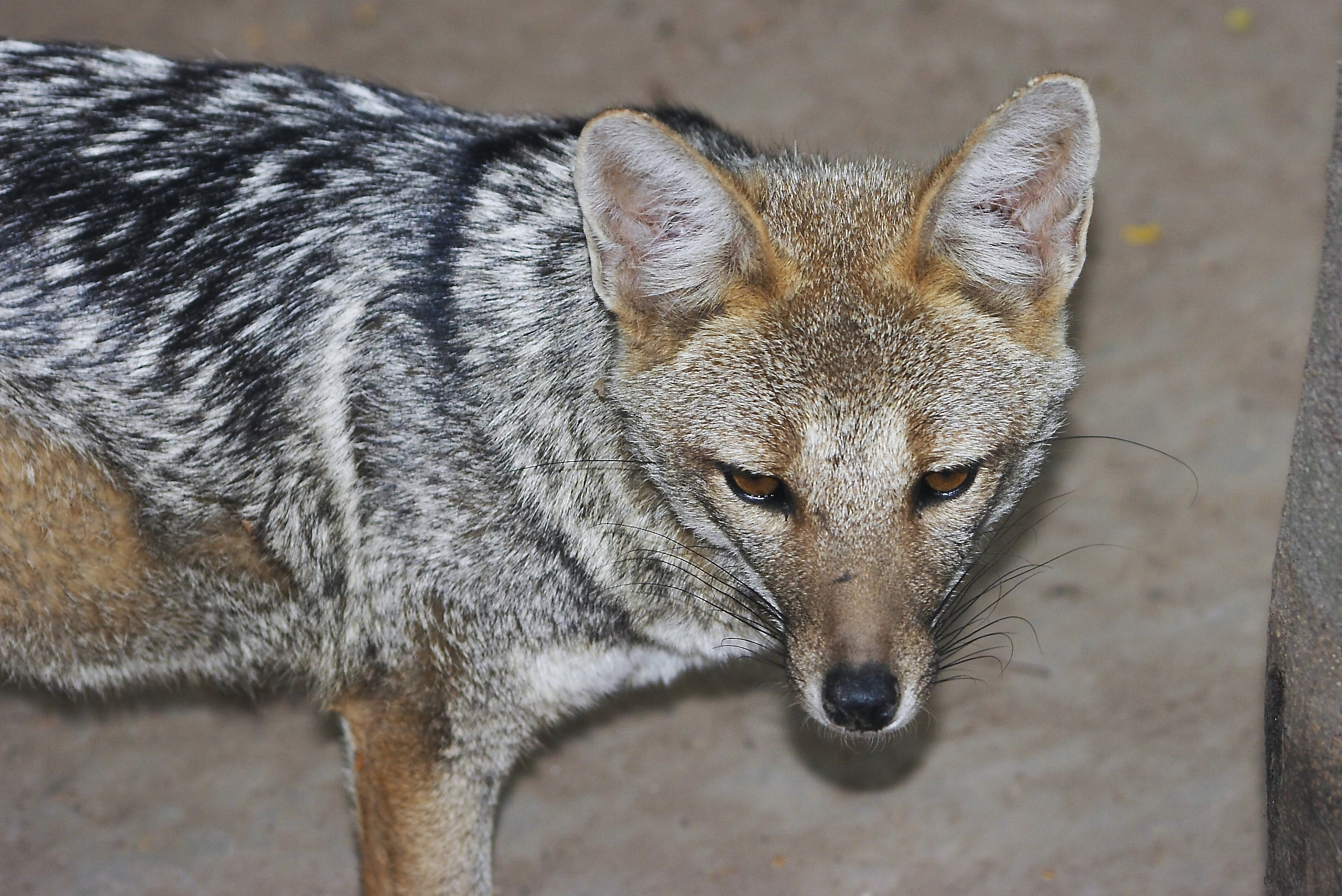